# Yandere Simulator
Yandere Simulator est un jeu vidéo de stratégie indépendant développé par YandereDev sur PC,. Le jeu met en scène Ayano Aishi, une lycéenne incapable d'éprouver des sentiments, jusqu'au jour où elle rencontre Taro Yamada (Senpai). Ayano Aishi se rend alors compte qu'il s'agit de la seule personne capable de lui faire éprouver quoi que ce soit, et décide de tout faire pour le garder pour elle. Pour cela, elle devra affronter dix rivales (une par semaine), à savoir dix jeunes filles (dont une prof et une infirmière) amoureuses de Senpai, et qui menacent de le détourner d'elle.
Le nom final du jeu ne sera pas Yandere Simulator, le développeur n'ayant pas encore trouvé le nom final, mais une des idées émises serait de renommer le jeu LoveSick. Le jeu est toujours en cours de développement et mis à jour régulièrement, aucune date de sortie pour la version finale n'a été annoncée actuellement. Néanmoins, le développeur YandereDev pourrait avoir recours à une campagne de financement participatif. À l'heure qu'il est, la première rivale (Osana Najimi) est complète et fonctionnelle, et figure désormais dans le jeu. Le jeu en lui-même a subi beaucoup de changements depuis le début du projet dans fin 2013. Il est devenu plus fourni avec l'ajout du Mode mission. Le développeur a voulu rendre le jeu moins violent en permettant de masquer certains aspects gores du jeu. Le développeur du jeu souhaite obtenir une catégorisation ERSB Mature pour son jeu (17 ans et plus). Une démo gratuite du jeu est sortie le 31 août 2020.

## Trame
Le joueur contrôle Ayano Aishi, aussi appelée Yandere-Chan (ou, dans le futur — mais déjà disponible dans le menu de débogage — son équivalent masculin surnommé "Yandere-kun"), une lycéenne japonaise psychotique ayant développé une attirance malsaine pour un de ses camarades du nom de Taro Yamada, surnommé "Senpai" (les personnes que l'on peut surnommer "Senpai" sont des personnes d'une classe supérieure ou étant plus âgées). 
Le jeu final s'étalera sur une période de dix semaines, durant laquelle dix rivales se mettront sur la route d'Ayano et convoiteront Taro. Le but d'Ayano sera de les empêcher de se confesser à lui en les éliminant de diverses manières, plus ou moins violentes. Elle pourra par exemple choisir de les tuer ou de les kidnapper, ou au contraire les persuader de renoncer à Taro en les rapprochant d'autres garçons, ou en leur rendant de grands services pour les rendre redevables. 
Ainsi, le joueur aura à sa disposition plusieurs méthodes d'élimination pour accomplir sa mission, dont une propre à chaque rivale. Ayano recevra d'ailleurs de l'aide d'une mystérieuse personne surnommée "Info-chan" qui lui rendra des services (comme des conseils ou des objets utiles), en échange principalement de photos de culottes des autres lycéennes. 
Ayano devra à tout prix éviter de se faire remarquer quand elle effectue des activités criminelles, au risque voir sa réputation en souffrir. Une réputation trop basse la rendrait trop suspecte, pourrait pousser Taro à la rejeter définitivement, ou pourrait causer un game over instantané (HeartBroken, Arrested, Aprehended, Comatose, etc)[pas clair]. Tuer des élèves impactera négativement l'atmosphère du lycée, ce qui altérera le comportement des personnages présents (élèves comme professeurs) et les rendra plus alertes.
Ayano pourra rejoindre différents clubs du lycée et aller en classe, dans le but de recevoir de nouvelles compétences, comme être plus discrète, plus forte au combat, ou d'accéder plus facilement à certains objets.

## Système de jeu
Chaque journée commence dans la chambre de Yandere-chan. Dans la cave de la maison de Yandere-chan se trouvent des cassettes dévoilant l'histoire des parents de Yandere-chan, et une chaise où les élèves kidnappés sont attachés.
Une rue commerçante de la ville, Buraza Town, est accessible à partir de la chambre d'Ayano, pour qu'elle se rende à son travail de nuit en tant que serveuse. La rue actuellement présente dans le jeu est encore en cours de développement. Le développeur prévoit cependant plusieurs éléments de gameplay relatifs à la rue qu'il pense introduire à l'avenir. La rue est composée de plusieurs magasins et d’une ruelle où se trouve un personnage important. L'Akademi High School est le lycée dans lequel Yandere-chan étudie, c'est aussi là que se joue une part importante du jeu. L'établissement est financé par l'entreprise Saikou Corp ; Saikou est aussi la marque de plusieurs appareils électroniques apparaissant dans le jeu, dont le téléphone portable d'Ayano.
Les mangas sont trouvables dans le magasin de mangas, ainsi que dans le club de photographie du lycée. Il y en a 15 au total, de trois sortes : les mangas érotiques, d'horreur et de mystère, qui servent à booster des compétences qui sont : la séduction pour les mangas érotiques, l'engourdissement pour les mangas d'horreur et la clairvoyance, l'illumination, la compréhension pour les mangas mystérieux.
La réputation est une mécanique de jeu importante de Yandere Simulator. Elle est symbolisée par la jauge au coin en bas à gauche de l'écran. Si le marqueur tend vers la droite, cela montre que Yandere-chan a bonne réputation ; et inversement, si le marqueur est positionné à gauche, cela signifie que le joueur a mauvaise réputation. La réputation peut être améliorée si le joueur complimente les élèves, et peut être dégradée si ces derniers voient Yandere-chan armée, recouverte de sang, visiblement instable mentalement, en train de rire aux éclats, en train de tuer ou de prendre des photos de culotte (sauf si le joueur prend un masque, il ne perdra pas de réputation). Si le joueur a bonne réputation et qu'il a lu des mangas trouvés près du lycée, ou bien qu’il est l’ami de l’un d’eux, il peut demander aux élèves de le suivre. Si la réputation du joueur atteint -100, Taro rejettera définitivement Ayano, et on assistera à un game over.
La « Yandere Vision » est un mode de perception similaire à la vision de l'aigle des jeux Assassin's Creed ou de loup de Legend of Zelda: Twilight Princess. Elle permet de mettre en valeur, grâce à une aura, différents éléments du jeu tels que le poison dans le laboratoire, les traces de sang, la rivale de Yandere-chan, l'incinérateur, etc. Ces auras sont visibles même à travers les murs et autres structures.
Le joueur peut également éliminer sa rivale actuelle avec des méthodes d'élimination : l'enlèvement, le meurtre-suicide, ruiner sa réputation, la pousser au suicide, le faux-suicide, les brûlures par le feu, l'accuser de meurtre, la noyade, l'électrocution, l'empoisonnement, l'écrasement, devenir son amie, l’éliminer en étant son amie, la faire expulser de l'école, ou la faire tomber amoureuse d'un autre garçon.

### Santé mentale
La « santé mentale » est un élément clé du gameplay de Yandere Simulator. Elle est représentée par un électrocardioscope en bas à droite de l'écran. Lorsque Yandere-chan est saine d'esprit, le tracé est rose, décrivant 3 battements de cœur. En revanche, dès que le joueur commet des meurtres, par quelque façon que ce soit, la ligne vire au rouge et représente une fréquence cardiaque plus élevée, symbolisant la perte de santé mentale de Yandere-chan. Elle se met alors à avoir des spasmes, à adopter une posture inquiétante, à ne plus pouvoir distinguer les élèves, à tuer toute personne s’approchant trop près d'elle, à rire de manière incontrôlable, et à avoir des hallucinations (d'elle-même en train de tuer sa rivale), tandis que la musique change. Les bords de l'écran paraîtront de plus en plus sales, au fur et à mesure que la santé mentale baissera. Afin qu'Ayano puisse recouvrir sa santé mentale, le joueur peut soit lui faire émettre un rire diabolique, soit la placer près de Taro sans que celui-ci ne le remarque, soit lui faire regarder des photos de Taro prises avec le téléphone portable (il faut qu'il y ait un cœur rouge en haut à droite de la photo ; de plus, ce cœur disparaîtra une fois qu'Ayano les aura vues). Si un élève la voit faire un rire imposant, la réputation de Ayano baisse. Si c'est Senpai qui surprend Yandere-chan, le joueur perd la partie.
Les professeurs et membres du conseil étudiant apercevant ou entendant Ayano dans un état visiblement instable, en train de rire, l'enverront chez la conseillère d’orientation, qu'Ayano devra alors convaincre de la laisser partir sans la punir.

### Info-chan
Avec son téléphone portable, Ayano peut envoyer des photos à Info-chan, et lui demander des informations (seulement avec des points d'Infos) sur la personne prise en photo. Info-chan peut aussi accorder différentes faveurs au joueur en échange de photos de culottes. Elle peut lui fournir des biens matériels comme un uniforme propre, une oreillette, des allumettes, un paquet de cigarettes, un passe-partout, des poisons ou une arme. Elle peut aussi augmenter la réputation du joueur, ou retarder l'arrivée de la police en cas de meurtre. Autre monnaie d'échange : des enregistreur audio. À certains endroits du lycée se trouvent des emplacements ou l’on peut poser un micro pouvant espionner les conversations prévues au fil de la semaine, le joueur étant celui qui les place. Pour chaque micros posés, Info-chan nous accorde l'équivalent de six photos de culottes.

### Game over
Cœur brisé : Si Ayano s'approche trop de Senpai, elle devient anxieuse, ne peut plus courir, lâche ce qu'elle tient, et ne peut plus prendre de photos, tandis que l'écran devient rose. Si Senpai voit Yandere-chan, il prend peur, mais ne provoque un game over que la cinquième fois. S'il la voit armée, maculée de sang, dépourvue de santé mentale, prenant des photos de culotte ou tuant quelqu'un d'autre, la partie se termine immédiatement.Si Ayano tue quelqu'un devant Senpai avec un masque, Senpai lui courra dessus et lui arrachera son masque, provoquant ainsi un game over.
Appréhendée : Si Yandere-chan tue un PNJ devant au moins 4 témoins, Yandere-chan sera appréhendée, chaque élève attrapant l'un de ses bras ou l'une de ses jambes.
Yandere-chan peut se faire appréhender par des témoins de personnalités héroïques, violentes (délinquants), strictes ou par des témoins amoureux/se ou très proches (telles les sœurs Basu, qui attaquent Ayano si cette dernière tue l'une d'elles) de la victime. Les professeures peuvent être tuées de la même manière que les élèves à personnalité héroïque si l'on augmente notre capacité en sport, mais uniquement avec des armes légères. Si on tue une professeure, une professeure remplaçante arrivera le jour suivant, avec une coupe, une couleur de cheveux et un nom aléatoires.
Arrêtée : Lorsque Yandere-chan tue un PNJ, elle doit rapidement se débarrasser du corps, nettoyer le sang, et détruire toutes les preuves pouvant l'accabler telles que l'arme du crime ou son uniforme taché de sang. Si une personne à la personnalité Teacher's Pet (« chouchou du prof ») aperçoit le corps (avec ou sans Ayano aux abords), elle va immédiatement prévenir une professeure, qui appellera la police après avoir vu le corps dans les 5 minutes, délai au cours duquel Yandere-chan doit se débarrasser d'un maximum de preuves. Si une personne à la personnalité Héroïque/une professeure (à moins qu'Ayano n'ait une meilleure capacité en sport) ou plus de 4 personnes voient Yandere-chan suspecte près du corps, elle sera appréhendée. Si Yandere part étudier sans se débarrasser du corps ou du sang, la police arrivera immédiatement. 
Lors de l'arrivée de la police, une cinématique composé de petites scènes fixes sur fond noir apparaît, décrivant l'enquête de police et la réaction de certains personnages importants. La police identifie d'abord la ou les victimes tuées par Yandere-chan. Ensuite elle cherche les indices du crime, et s'ils découvrent entre autres l'arme ou l'uniforme taché de sang portant l'ADN de Yandere, elle sera arrêtée, provoquant un game over. Si la police ne trouve aucune preuve et ne fait pas le lien entre Yandere-chan et les crimes, l'enquête s'arrête, mais cela rendra l'atmosphère de l'école plus inquiète et les étudiants plus vigilants par la suite. 
Expulsée : Lorsqu'une professeure surprend Yandere-chan équipée d'une arme, tachée de sang, avec une santé mentale trop dégradée, en train de prendre des photos de culottes, de rire ou de rester trop longtemps dans une autre salle de classe que la sienne, ou dans la salle des professeurs, celle-ci envoie Ayano au bureau de la conseillère d'orientation. Le joueur devra trouver un excuse afin de légitimer ses actions. Selon les réponses du joueur la conseillère d'orientation peut soit laisser l'élève sans punition si cette dernière a une excuse valable, soit suspendre l'élève la journée si cette dernière a une excuse non valable ou si elle utilise la même excuse deux fois de suite, soit expulser définitivement l'élève si cette dernière est trop souvent envoyé dans son bureau ou si cette dernière a un comportement déplacé envers elle. 
Exposée : Si Yandere-chan tue une personne (ou est présente suspecte près d'un cadavre) devant une personnalité Phone Addict, elle va immédiatement photographier la scène et l'envoyer à la police, faisant d'elle la principale suspecte et entraînant un Game over instantané. De même, si elle tue un PNJ devant une personnalité LoveStruck, elle va le dénoncer à Senpai, ce qui entraîne également un Game over. 
Perte de Senpai : Si Yandere-chan n'arrive pas à éliminer la rivale, quelle que soit la méthode, la rivale avouera ses sentiments à Senpai. S'il accepte, la rivale sera en couple avec Senpai et Ayano aura perdu.

### Debug-menu
Le debug-menu est un panneau qui permet au protagoniste de réaliser des actions normalement impossible, comme le fait de se téléporter…
YandereDev a cependant annoncé que le Debug-Menu ne sera pas disponible quand le jeu sera entièrement terminé.

## Personnages[13]

### Yandere-chan (Ayano Aishi)
Ayano Aishi est la protagoniste de Yandere Simulator. Elle est surnommée Yandere-chan par le développeur et la communauté du jeu, et Yan-chan par ses amis. Pendant la majorité de sa vie, Ayano était totalement incapable de ressentir des sentiments. Elle a appris à faire semblant d'être une personne normale afin de ressembler aux autres, mais elle est incapable de ressentir de l'empathie envers les autres êtres humains. Le premier jour de sa deuxième année de lycée, Ayano est entrée en contact physique avec "Senpai". Elle a soudainement commencé à éprouver des sensations puissantes qu'elle n'avait jamais ressenties auparavant - des émotions. Quand elle se rapproche de lui, elle se sent submergée par l'émotion - et quand elle est loin de lui, elle ne sent que le vide. Dans un très court laps de temps, elle est rapidement devenue absolument dépendante de lui, et est venue à compter sur lui pour se sentir vivante. Puis, peu de temps après être entré dans sa vie, Ayano s'est aperçu qu'une autre jeune fille avait des sentiments profonds pour Senpai : Osana Najimi, l'ami d’enfance de Taro. Sans hésiter un instant, Ayano savait exactement ce qu'il fallait faire. Cette fille - sa rivale - devait être éliminée dès que possible, par tous les moyens nécessaires, quel qu'en soit le coût.

### Senpai (Taro Yamada)
Le mot japonais "senpai" fait référence à quelqu'un qui a de l'ancienneté sur quelqu'un d'autre. Par exemple, pour un élève de première année, tous les élèves de seconde année et de troisième année seront ses "senpai". Si l'on commence à travailler à un nouvel endroit, n'importe quel collègue qui a été employé avant est un "senpai".
Dans Yandere Simulator, le titre de "Senpai" est donné au jeune homme dont Ayano est follement amoureuse . Le joueur a la possibilité de choisir le genre de Senpai au début du jeu :  soit "Senpai-kun" (garçon), soit "Senpai-chan" (fille). Si Senpai est un garçon, son nom est Taro Yamada ; et si c'est une fille, son nom est Taeko Yamada. 
Au cours de l'année scolaire, dix filles différentes vont tomber amoureuses de Taro (quel que soit son genre : aiichiro asumi a confirmé la bisexualité de tous les personnages, ou du moins de Taro et des rivales, qui ne deviendront pas des rivaux masculins). Il y a un mythe au lycée selon lequel si une fille avoue ses sentiments à un garçon sous le cerisier derrière l'école un vendredi soir, ils s'aimeront pour toujours. Chaque fille qui tombe amoureuse de Senpai prévoit de se confesser à 18 h 00 le vendredi. Si Ayano Aishi veut garder Taro pour lui tout seule, il n'a que jusqu'à vendredi, 18 h 00, pour éliminer la concurrence.

### Info-chan
"Info-chan" est le surnom donné à une personne inconnu qui se spécialise dans la collecte et la vente de sombres secrets.
Personne ne connaît son vrai nom. Personne ne sait à quoi son visage ressemble. Personne ne sait comment elle rassemble ses informations. Personne ne sait comment elle a acquis une telle quantité de pouvoir et d'influence en un si court laps de temps. Certaines personnes ne croient même pas qu'elle existe vraiment. 
Ayano Aishi communique avec elle via téléphone et peut lui demander des objets ou des informations pour un nombre donné de photo de culottes d'élèves qu'elle revend par la suite, qui font office de monnaie. On peut également obtenir des services en collectant des informations sur les élèves.
C'est un personnage-clé du Mode Mission.

### Les 10 rivales
• Osana Najimi : Première rivale du jeu. Amie d'enfance de Senpai. C'est une tsundere. Malgré leur proximité, Osana est assez méchante et dure avec Senpai : elle est toujours facilement irritable et cède rapidement à la colère quand il est près d'elle. Raibaru Fumetsu est sa meilleure amie et est très douée en arts martiaux (elle était la chef du club d'arts martiaux 1 an avant les événements du jeu). Elle est comme une garde du corps pour Osana, ce qui rend son élimination plus difficile, et oblige le joueur à trouver des méthodes détournée pour l'atteindre, plutôt que de l'attaquer directement. Elle est à ce jour la seule rivale disponible dans le jeu.
• Amai Odayaka : Deuxième rivale du jeu. Elle est malade lors de la première semaine du jeu, ce qui explique son absence. C'est la présidente du club de cuisine. Elle est gentille et douce. "Rien ne lui fait plus plaisir que de voir quelqu'un aimer la nourriture qu'elle a préparée". Elle tient une pâtisserie avec sa famille.
• Kizana Sunobu : Troisième rivale du jeu, elle est ce qu'on appelle une himedere: elle se comporte comme une princesse arrogante et égocentrique, mais cache un côté doux, sûrement réservé à Senpai. Absente pendant les deux premières semaine de jeu car elle se remet d'une fracture, elle est la présidente du Club de Théâtre. "Son objectif à court terme est d'être la fille la plus populaire de l'école, et son objectif à long terme est d'être la plus célèbre actrice qui ait jamais existé."
• Oka Ruto : Quatrième rivale du jeu. La raison de son absence est inconnue. C'est la présidente du club occulte. Elle est étrange, sombre et timide. Elle est convaincue que les fantômes, les démons et la magie existent.
• Asu Rito : Cinquième rivale du jeu. Absente pendant les quatre premières semaines car elle s’entraîne pour les JO. Présidente du club de sport. Elle est enjouée et énergique. C'est la meilleure athlète étudiante de la région, sa nature énergique et compétitive lui confère une facilité à se faire des amis.
• Muja Kina : Sixième rivale du jeu. Remplace l’infirmière habituelle, qui sera absente cette semaine là. Elle est maladroite. "Jeune infirmière qui ne désire rien de plus que de prendre soin d'autres personnes... même si elle finit généralement par causer des problèmes en raison de sa nature tête en l'air."
• Mida Rana : Septième rivale du jeu. C'est une professeure remplaçante à l'Akademi High School. Elle est sensuelle et séduisante. "Il n'y a rien de plus qu'elle aime autant que d'avoir des dizaines d'yeux tous dirigés vers elle... surtout si ces yeux appartiennent à des adolescents..."
• Osoro Shidesu : Huitième rivale du jeu. Absente pendant les sept premières semaines car elle s’était faite renvoyer. Chef du gang des délinquants. Elle est dure et intimidante. On en sait très peu sur son passé ou ses objectifs. Elle est connue pour être violente, et la plupart des gens ont tendance à rester loin d'elle par simple peur.
• Hanako Yamada : Neuvième rivale du jeu. Absente pendant les huit premières semaine de jeu car elle ne supporte pas être dans une école différente de celle de son grand frère. Elle est « girly » et enfantine. Contrairement aux autres rivales, elle n'est pas amoureuse de Senpai, mais tente de l'empêcher de sortir avec n'importe qui afin qu'il puisse rester avec elle. Elle est très possessive avec lui et s'énerve dès lors qu'il ne passe pas de temps avec elle. 
• Megami Saikou : Dixième et dernière rivale du jeu. Elle est absente pendant les 9 premières semaines du jeu pour "affaires familiales". Présidente du conseil des élèves et l’héritière de la société Saikou Corp. Elle est une « Déesse Intouchable ». Contrairement au neuf autres rivales, Megami est parfaitement consciente que Yandere-chan est dangereuse au sein de l'école, son père lui a ainsi interdit de se rendre au lycée à cause de la protagoniste. Elle sera protégée par les membres du conseil des élèves. Son frère est jaloux d'elle car il est bien moins doué et intelligent.« Incroyablement riche, génie certifiée, possède une large formation d'auto-défense, a excellé dans tout ce qu'elle a tenté de faire et a été formée pour posséder toutes les qualités d'un leader parfait. Plus belle fille de toute l'école, aucune autre ne lui arrive à la cheville mais c'est aussi la plus populaire de l'école. »

## Voix
- Michaela Laws : Ayano Aishi / Ryoba Aishi / Empty-chan / Démon de la luxure / Kuu Dere
- Austin Hively : Taro Yamada / Jokichi Yudasei
- Katelyn Barr : Kizana Sunobu
- Kimberley Anne Campbell : Amai Odayaka
- Cayla Martin : Info-chan
- Britanny Lauda : Osana Najimi / Tsundere-chan
- Kira Buckland : Akane Toriyasu / Inkyu Basu
- Kayli Mills : Kuroko Kamenaga / Sakyu Basu
- Patrick Seymour : Budo Masuta / Démon des flammes / Haruto Yuto
- Nathan Sharp : Sota Yuki
- Jonah Scott : Riku Soma
- Steve Warky Nunez : Gema Taku
- Amanda Lee : Megami Saikou
- Rachael Messer : Les Professeurs
- Alejandro Saab : Les Délinquants (ancien) / Ayato Aishi
- Bradley Gareth : Le Journaliste
- Caitlin Myers : Midori Gurin / Kokona Haruka / Saki Miyu / Oka Ruto
- Hayden Daviau : étouffements de Kokona / Raibaru Fumetsu / Hana Daidaiyama
- Dawn M. Bennett : Asu Rito / Muja Kina / Hanako Yamada / Aoi Ryugoku
- Rin Satsu : le photographe malintentionné / le père de Musume / Togo Atatsuma / les toxicomanes / le juge
- Akane Sasu Sora : hurlements/cris masculins
- Alexis Silvera : Osoro Shidesu / Les Délinquantes (anciennes)
- Samantha Chan : Pippi Osu
- Lucas Boggie : Ryuto Ippongo
- Marissa Lenti : Genka Kunahito / Mae Kunahito (conseillère d'orientation) / Mida Rana

## Développement

### Origine
Le créateur du jeu, YandereDev (de son vrai nom Alexander Stuart Mahan), est un développeur de jeux vidéo indépendant vivant en Californie et ayant travaillé pour une compagnie de jeux vidéo pendant trois ans. 
En avril 2014, il propose l'idée de Yandere Simulator sur le site 4chan et en reçoit un bon accueil, ce qui le décide à commencer le développement du jeu. Il s'agit d'un jeu d'infiltration dont l'inspiration principale en termes de game design est la série de jeux Hitman, mais contenant tout de même le plus d'éléments propres au créateur (hormis le Mission Mode, d'inspiration complète).
Le développement du jeu commence en avril 2014 et YandereDev (d'ailleurs raccourci de Yandere Simulator Developper) lance une version bêta à des fins de débug, il sort de nouvelles versions le plus souvent possible (chaque 1er et 15 du mois, horaires qu'il n'arrive pas, le plus souvent, à respecter). Dès mai 2014, il publie un article sur son blog, et accessoirement une vidéo sur sa chaîne YouTube, deux fois par mois. Lors de la sortie de la version du 3 mai 2015, il annonce qu'il ne peut publier de mises à jour du jeu plus qu'une seule fois par mois, du fait que les nouvelles fonctionnalités prennent plus de temps à programmer. Dès le 2 juillet 2015, YandereDev met en place un système de volontariat pour les gens voulant contribuer au jeu grâce à des modèles 2D ou 3D, des animations, ou du doublage. Cependant, il se retrouve avec beaucoup trop d'e-mails à lire et à répondre, rendant impossible tout avancement dans le codage du jeu pendant la période du 1er au 14 juillet de la même année.

### Titre provisoire
YandereDev déclare que le titre Yandere Simulator a une chance d'être changé dans le futur en raison du fait que de nombreux jeux dits « Simulator » tendent à être des jeux à but humoristique tel que Goat Simulator, il trouve aussi que ce terme ne correspond pas vraiment à l'idée qu'il a du jeu. YandereDev considère ainsi plusieurs idées de titre et les propose au public par le biais d'un sondage, le nom LoveSick reçoit une réponse plutôt positive de la part des sondés. Néanmoins, il se rend compte que le jeu est justement connu pour son côté décalé, et décide finalement d'abandonner LoveSick, s'excusant auprès des fans d'avoir pris le jeu trop au sérieux.

### Problèmes concernant le jeu
Le jeu fait partie de la liste de jeux bannis du site de streaming live Twitch, dans une interview avec Kotaku, YandereDev indique qu'il est prêt à travailler avec Twitch.tv sur certains aspects du jeu (comme la taille des nuages de vapeur qui couvrent le personnage quand il est nu) responsables du bannissement du jeu, mais spécifie cependant qu'il ne changerait ou supprimerait aucun des éléments clés du jeu (comme les panty shots, la possibilité au joueur de faire des gros plans sur les sous-vêtements). De plus, il essaie de contacter Twitch.tv mais ne reçoit ni réponse ni explication sur la raison pour laquelle le jeu est banni du site.
L'année suivant le bannissement du jeu, YandereDev perdit patience et sortit une vidéo qui s'appelle en français "Alerte à tous les développeurs de jeux vidéo" dans laquelle il revient sur les raisons qui ont selon lui conduit au "ban" du jeu ainsi que sur ses efforts (infructueux) visant à contacter les responsables de Twitch dans le but d'avoir une explication,. Le mois suivant, il reçut une réponse. Les raisons du bannissement du jeu sont la présence de nudité dans le jeu (bien que celle ci soit censurée par des nuages) et l'aveu du développeur disant qu'on doit "coller, se moquer, kidnapper, torturer et assassiner des élèves.".

### Partenariat avec tinyBuild
Le 1er mars 2017, YandereDev annonce le partenariat avec tinyBuild, un développeur de jeu indépendant qui a notamment publié Hello Neighbor. Après que Yandere Simulator a été déplacé sur Unity 5, plus aucune nouvelle de ce partenariat.[réf. nécessaire] Sur le site de l'éditeur, le jeu ne se trouve plus dans la liste. Le 11 juin 2018, YandereDev annonce que le partenariat est fini depuis décembre 2017. 